# Gretna (Floryda)
Gretna – miasto w Stanach Zjednoczonych, w stanie Floryda, w hrabstwie Gadsden.